# Божбомбаева, Джамиля
Джамиля Божбомбаева, другой вариант имени — Джамила (1918, село Ак-Булум, Аулиеатинский уезд, Сырдарьинская область, Туркестанская АССР — неизвестно, Джамбулская область, Казахская ССР) — звеньевая Джамбулского свеклосовхоза Министерства пищевой промышленности СССР, Джамбулская область, Казахская ССР. Герой Социалистического Труда (1948).

## Биография
Родилась в 1918 году в крестьянской семье в селе Ак-Булум (сегодня — Акбулым) Аулиеатинского уезда. Окончила местную начальную школу. Трудилась в сельском хозяйстве. С 1942 года — рабочая Джамбулского свеклосовхоза, обеспечивающего семенами сахарной свёклы сельскохозяйственные предприятия Казахской ССР. С 1943 года — звеньевая в этом же совхозе.
Звено под её руководством ежегодно показывало высокие трудовые результаты. В 1947 году было собрано с каждого гектара по 830 центнеров сахарной свёклы с площади 2 гектара. Указом Президиума Верховного Совета СССР от 8 мая 1948 года удостоена звания Героя Социалистического Труда за «получение высоких урожаев сахарной свёклы в 1947 году» с вручением ордена Ленина и золотой медали «Серп и Молот» (№ 2195).
Этим же указом званием Героя Социалистического Труда были награждены труженицы совхоза звеньевые Орынкуль Атабекова и Гульминиса Халиулиевна Шеримбаева.
В последующем трудилась помощницей руководителя механизированного свекловичного звена.
Избиралась депутатом Джамбулского областного Совета депутатов трудящихся.
После выхода на пенсию проживала в Джамбулской области. Дата смерти не установлена.